# Parque nacional Colina de los Héroes del Norte de Luzón
El Parque nacional Colina de los Héroes del Norte de Luzón es un parque nacional en la República de Filipinas, situado en los municipios de Santa y en parte de Narvacan en la provincia de Ilocos Sur. El área protegida fue establecida el 9 de julio de 1963, por la Proclamación N º 132.
El área protegida abarca 1.316 hectáreas (3.250 acres) de hermosos paisajes de montaña, con elevaciones de hasta 465,4 metros (1.527 pies) adyacentes al Mar de China Meridional. Las actividades en el parque incluyen trekking, recorridos en bicicleta de montaña o visitas por turismo.